# 油泼辣子

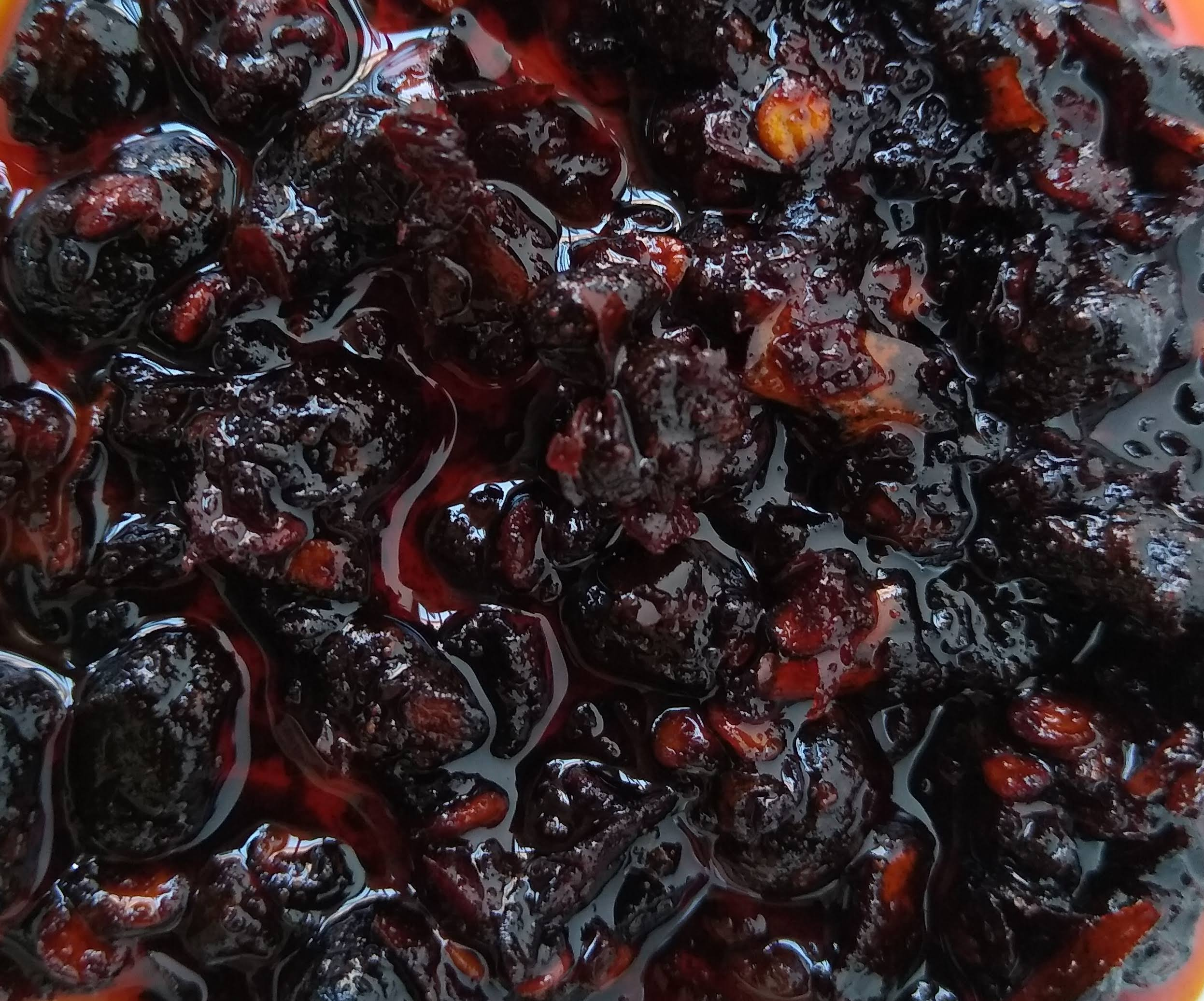
油潑辣子

油泼辣子是陕西方言，云南方言则称其为油辣子，是辣油的一種，其具有辣、香味醇厚的特点，颜色棕褐色、深棕色或橘紅色。
油泼辣子最常见的用约八成热的食用油倒入乾辣椒粉充分搅拌，在煮沸騰之後加一小碗醋即得，喜辛辣者可以直接食用。油泼辣子是陕西的称呼。主要流行于陕西和南方的各省，如云南、湖北等地；贵州、湖南也使用此类调料，但多的以更辛辣的乾辣椒粉直接作为调料食用。
油泼辣子的制作多因地或因人而异，陝西則會在最後的油炸過程中加入陳醋。南方地區則不一定，放不放醋無所謂，以少许食盐拌和也可，而云南人則爱好放入蒜泥、芝麻和味精，制作时油温不可过高，否则干辣椒粉炭化辣味全无。油泼辣子制作后经久耐放，味辣，适合下饭。一些家境贫寒的家庭，常用白米饭辅以开水拌和一点油辣即可就餐。市场上销售的熟食制品老干妈豆豉即属于油辣类食品。

## 類似條目
- 花椒油
- 港式辣油
- 辣醬